# Beatrix von Brabant

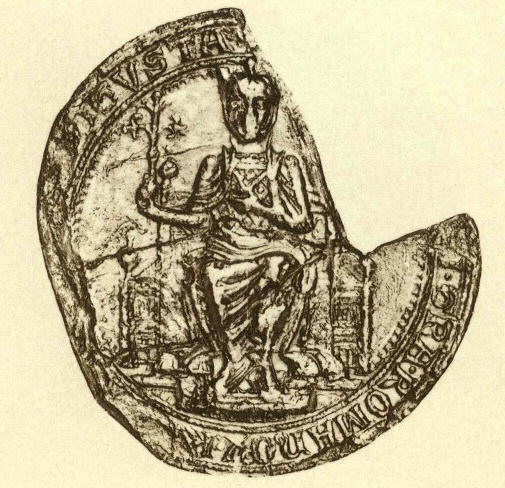
Beatrix von Brabant auf einem Siegel

Beatrix von Brabant (* 1225; † 1288) war Landgräfin von Thüringen und deutsche Königin von 1246 bis 1247.

## Leben
Beatrix von Brabant wurde als Tochter von Herzog Heinrich II. von Brabant und Niederlothringen und dessen Gemahlin Maria von Staufen, Tochter des deutschen Königs Philipp von Schwaben, geboren. Sie war eines von insgesamt sechs Kindern: ihr Bruder war Heinrich III. von Brabant. Ihre Schwester Maria wurde von deren Gemahl Ludwig dem Strengen, Herzog von Oberbayern, wegen Verdachts der Untreue hingerichtet.
Am 10. März 1241 wurde Beatrix von Brabant mit Heinrich Raspe, Landgraf von Thüringen und ab 1246 deutscher Gegenkönig, vermählt. Unterdessen heiratete Heinrich Raspes Nichte Sophie von Thüringen, die ein Jahr älter als Beatrix war, deren Vater Heinrich II. von Brabant und wurde dadurch Herzogin von Brabant und Stammmutter des Hauses Hessen.
Heinrich Raspes erste beide Gemahlinnen Elisabeth von Brandenburg und Gertrud von Babenberg waren jeweils nach dreijähriger, kinderloser Ehe verstorben. Auch diese dritte Ehe Heinrichs blieb kinderlos. Er verstarb im Jahre 1247 und belehnte seinen Neffen Heinrich, den Sohn seiner Schwester Jutta, mit der Landgrafschaft Thüringen.
Noch im selben Jahr, im November 1247, heiratete Beatrix Wilhelm II., Graf von Flandern und Herr von Dampierre. Auch diese Ehe blieb kinderlos und dauerte nur kurz, da Wilhelm am 6. Juni 1251 verstarb. Beatrix überlebte ihren zweiten Gemahl noch um 37 Jahre.
| Personendaten    | Personendaten                                          |
| ---------------- | ------------------------------------------------------ |
| NAME             | Beatrix von Brabant                                    |
| KURZBESCHREIBUNG | Landgräfin von Thüringen; deutsche Königin (1246–1247) |
| GEBURTSDATUM     | 1225                                                   |
| STERBEDATUM      | 1288                                                   |